# Religião no Nepal
A religião principal do Nepal é o hinduísmo, que é também a principal religião da Índia. 
O hinduísmo é um tipo de união de crenças com estilos de vida. Sua cultura religiosa é a união de tradições étnicas. Atualmente é a terceira maior religião do mundo em número de seguidores. Tem origem em aproximadamente 3000 a.C. na antiga cultura Védica. 
O Hinduísmo da forma que o conhecemos hoje é a união de diferentes manifestações culturais e religiosas. Além da Índia, tem um grande número de seguidores em países como, por exemplo, Nepal, Bangladesh, Paquistão, Sri Lanka e Indonésia. 
Aqueles que seguem o Hinduísmo devem respeitar as coisas antigas e a tradição; acreditar nos livros sagrados; acreditar em Deus; persistir no sistema das castas (determina o status de cada pessoa na sociedade); ter conhecimento da importância dos ritos; confiar nos guias espirituais e, ainda, acreditar na existência de encarnações anteriores.  
O nascimento de uma pessoa dentro de uma casta é resultado do karma produzido em vidas passadas. Somente os brâmanes, pertencentes as castas "superiores" podem realizar os rituais religiosos hindus e assumir posições de autoridade dentro dos templos.
Os hindus são politeístas (acreditam em vários deuses). São os principais: Brahma (representa a força criadora do Universo); Ganesa (deus da sabedoria e sorte); Matsya (aquele que salvou a espécie humana da destruição); Sarasvati (deusa das artes e da música); Shiva (deus supremo, criador da Ioga), Vishnu (responsável pela manutenção do Universo).
Cristianismo no Nepal
O cristianismo cresceu 68% em uma década segundo o censo do Boreau Central de Estatísticas. Estima-se que até 2023 havia 5,4 milhões de cristãos no país.  A igreja católica possui no país cerca de 7.700 fiéis, ou seja 0,02% da população.
Outras denominações cristãs em crescimento no Nepal são: Igreja Reformada do Nepal(IRN), Igreja  Evangélica Presbiteriana do Nepal e a Igreja Adventista do Sétimo Dia que possui atualmente mais de 10 mil membros e cerca de 70 congregações. Opera também o Hospital Adventista Schere Memorial, localizado em Katmandu , capital do Nepal. 